# Органический полевой транзистор

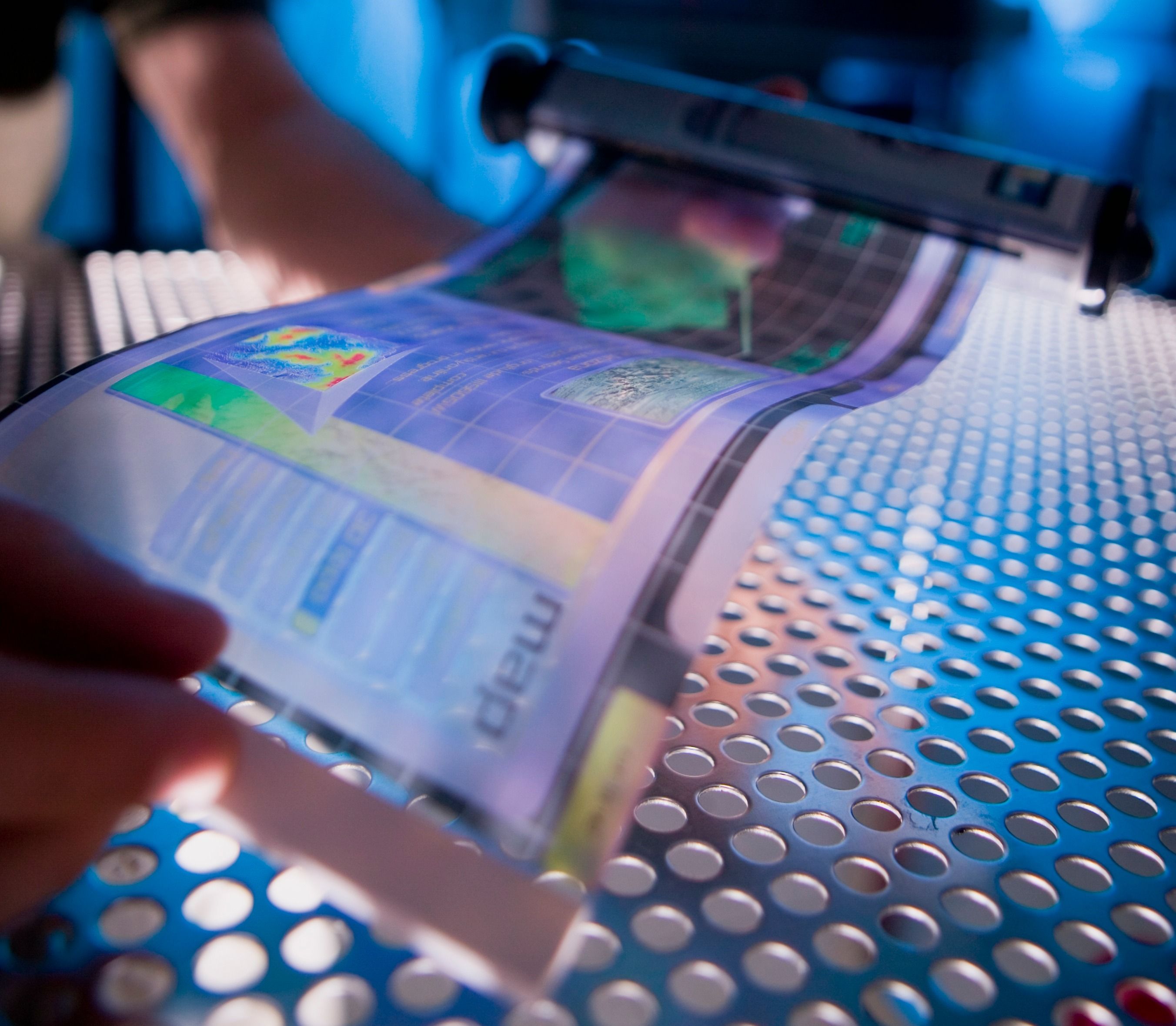
Гибкий дисплей, основанный на OFET

Органический полевой транзистор (англ. organic field-effect transistor, OFET) — полевой транзистор, использующийся в органической электронике. Органические полевые транзисторы могут быть получены либо при помощи вакуумного напыления малых молекул, либо при помощи механического переноса из очищенного монокристаллического слоя в субстрате на подложку. Эти устройства были разработаны для реализации недорогих электронных устройств большой площади и для биоразлагаемой электроники. Органические полевые транзисторы могут иметь различную структуру и геометрию. Наиболее распространенная форма — верхний затвор и нижние сток и исток, потому что эта структура подобна структуре обычного МДП транзистора на кремниевой подложке. Другие органические полимеры, такие как полиметилметакрилат, могут быть использованы в качестве диэлектрика.